# Скот Мариани
Скот Мариани (на английски: Scott Mariani) е шотландски писател на бестселъри в жанровете криминален роман, трилър и хорър. Писал е и под псевдонима Шан Маккаб (Sean McCabe).

## Биография и творчество
Скот Мариани е роден през 1968 г. в историческия град Сейнт Андрюс, Шотландия. Завършва съвременни езици и филмография в Оксфордския университет. След дипломирането си работи като преводач, професионален музикант, инструктор по стрелба с пистолет и журналист на свободна практика.
Първият му роман „Ръкописът на Фулканели“ от поредицата „Бен Хоуп“ е публикуван през 2007 г. Главният герой Бен Хоуп е бивша барета от елитните британски части, който използва уменията си за спасяване на отвлечени деца. Богат бизнесмен с болно дете иска от него да открие човек, изчезнал преди 80 години, и ръкопис, който може да съдържа информация за еликсира на живота на алхимика Фулканели. За да успее трябва да разчете древни надписи и шифри, да намери нови съюзници и да оцелее от преследване на опасни противници. Романът става международен бестселър и го прави известен.
Произведенията му се основават на истории и легенди от древността и близкото минало, вплетени в темите от съвремието за борбата между доброто и злото.
Скот Мариани живее в селска къща от 1830 г. сред дивата природа на Западен Уелс.

## Произведения

### Самостоятелни романи
- House of Malice (2013)
- Decoy (2014)

### Серия „Бен Хоуп“ (Ben Hope)
1. The Alchemist's Secret (2007) – издаден и като „The Fulcanelli Manuscript“
Ръкописът на Фулканели, изд.: ИК „Обсидиан“, София (2007), прев. Веселин Лаптев
2. The Mozart Conspiracy (2008)
Конспирацията Моцарт, изд.: ИК „Обсидиан“, София (2009), прев. Боян Дамянов
3. The Doomsday Prophecy (2009) – издаден и като „The Hope Vendetta“
Пророчеството, изд.: ИК „Обсидиан“, София (2009), прев. Боян Дамянов
4. The Heretic's Treasure (2009)
5. The Shadow Project (2010)
6. The Lost Relic (2011)
Изгубената реликва, изд.: ИК „Обсидиан“, София (2011), прев. Владимир Германов
7. The Sacred Sword (2012)
Свещеният меч, изд.: ИК „Обсидиан“, София (2012), прев. Боян Дамянов
8. The Armada Legacy (2013)
Наследството на Армадата, изд.: ИК „Обсидиан“, София (2013), прев. Веселин Лаптев
9. The Nemesis Program (2014)
10. The Forgotten Holocaust (2015)
11. The Martyr's Curse (2015)
12. The Cassandra Sanction (2016)
13. Star of Africa (2016)
14. The Devil's Kingdom (2016)
15. The Babylon Idol (2017)
16. The Bach Manuscript (2017)
17. The Moscow Cipher (2018)
18. The Rebel's Revenge (2018)
19. Valley of Death (2019)

### Серия „Вампирска федерация“ (Vampire Federation)
1. Uprising (2010)
2. The Cross (2011)

### Участие в общи серии с други писатели

#### Серия „Група от петнадесет файла“ (Group Fifteen Files) – сМарк Доусън
2. Witness X (2017)